# 居城
居城(きょじょう)係指領主平常所居住的城。或是指領主作為據點的城。常常也會被稱為本城。亦會指稱領主選擇該城為居所或據點，作為形容動詞使用。
另外，在據點的建築物為館的情況下稱為居館(きょかん)。相較之下館的防禦力劣於城郭，顧及戰爭考量而大多設在具備軍事防禦據點（山城或支城等）附近。到戰國時代中期左右，領主平常居住山麓下的居館，戰時則移至於山城等據點。戰國時代後期以降，為了兼備可作為平時、戰時使用而開始構築大規模城郭（平城、平山城），使得居館與城郭趨向一體化。

## 例舉居城、居館
居城
毛利元就的吉田郡山城（現廣島縣安藝高田市）。雖為中世紀的山城，但是毛利氏及其重臣們皆居住於在城中的曲輪內。
織田信長的安土城（現滋賀縣近江八幡市）。信長在勢力擴大的同時，曾數度轉移居城至那古野城、清洲城、小牧山城、岐阜城（稻葉山城），最後居住於安土城的天守（天主）。
豐臣秀吉的大阪城與聚樂第及伏見城、德川家康的江戶城等。
居館
伊勢平氏的六波羅館（現京都東山山麓一帶）。
大內氏的大內氏館、築山館（現山口縣山口市）。以凌雲寺或高嶺城作為防禦據點。
武田信玄的躑躅崎館（現山梨縣甲府市）。築有作為根城的要害山城。
今川氏的今川館（現靜岡縣靜岡市）。後被改建成為德川家康的居城駿府城。